# Guerra do Leite
A Guerra do Leite foi um conflito comercial entre a Rússia e a Bielorrússia que decorreu em junho de 2009. A Rússia e a Bielorrússia têm relações próximas, e o conflito teve origem na alegada tentativa da Rússia de pagar à Bielorrússia 500 milhões de dólares americanos para reconhecer a independência da Abecásia e da Ossétia do Sul. A Rússia também manifestou interesse na privatização da indústria de laticínios bielorrussa. A Bielorrússia respondeu ao estabelecer negociações com a União Europeia para certificar o leite bielorrusso de acordo com as regulamentações da UE. A isto seguiu-se a proibição por parte da Rússia da importação de produtos lácteos da Bielorrússia, alegando preocupações de saúde. O conflito comercial terminou em 17 de junho de 2009, quando a Rússia anunciou que levantaria a proibição.
Mais tarde, em 2009, o presidente bielorrusso Alexander Lukashenko manifestou arrependimento por não ter apoiado a Rússia no reconhecimento da Abecásia e da Ossétia do Sul. A Câmara dos Representantes bielorrussa enviou uma missão de pesquisa às regiões em disputa para estudar se a Bielorrússia deveria ou não fornecer reconhecimento diplomático. A Geórgia protestou contra a missão e instou a Bielorrússia a manter o não-reconhecimento.
A Rússia ameaçou com outra Guerra do Leite em 2013 e voltou a impor proibições temporárias sobre produtos lácteos bielorrussos desde então. As proibições estiveram em vigor em junho de 2017 e de fevereiro de 2018 até serem em grande parte levantadas em maio de 2019. As preocupações russas incluem sanções ocidentais que supostamente permitem à Bielorrússia tirar proveito do mercado ao produzir produtos de qualidade inferior. Por sua vez, os produtores bielorrussos alegam que a Rússia lhes impôs obstáculos severos. A Bielorrússia tem contestado estas guerras comerciais, afirmando que contribuem para o isolamento internacional do país.

## Antecedentes
A Bielorrússia e a Rússia são dois países vizinhos pós-soviéticos que estão ligados por meio de um tratado especial de aliança. As tensões entre os dois começaram no final de 2006, com o aumento dos preços do gás da Rússia e  com o início da reconciliação entre a Bielorrússia e a União Europeia (UE),  ao juntar-se à Parceria Oriental, uma iniciativa para melhorar as relações económicas e políticas entre a UE e seis estados pós-soviéticos. A UE levantou a proibição de viagens ao Presidente bielorrusso Alexander Lukashenko, apesar de manter a posição de que as eleições presidenciais bielorrussas de 2006 foram manipuladas.
Após a Guerra Russo-Georgiana de 2008, a Rússia reconheceu a independência das regiões disputadas da Abecásia e da Ossétia do Sul. A Bielorrússia foi pressionada a reconhecer a Abecásia e a Ossétia do Sul como estados independentes. Na época, apenas a Rússia e a Nicarágua haviam concedido reconhecimento diplomático à Abecásia e à Ossétia do Sul. A Bielorrússia não reconheceu a Abecásia nem a Ossétia do Sul e iniciou negociações com os Estados Unidos para libertar prisioneiros políticos. Em períodos de relações tensas, a Rússia já havia proibido produtos de carne da Polónia, vinho da Moldávia, peixe enlatado da Letónia e a maioria dos produtos agrícolas da Geórgia.

## Disputa comercial

### Visita de Putin a Minsk

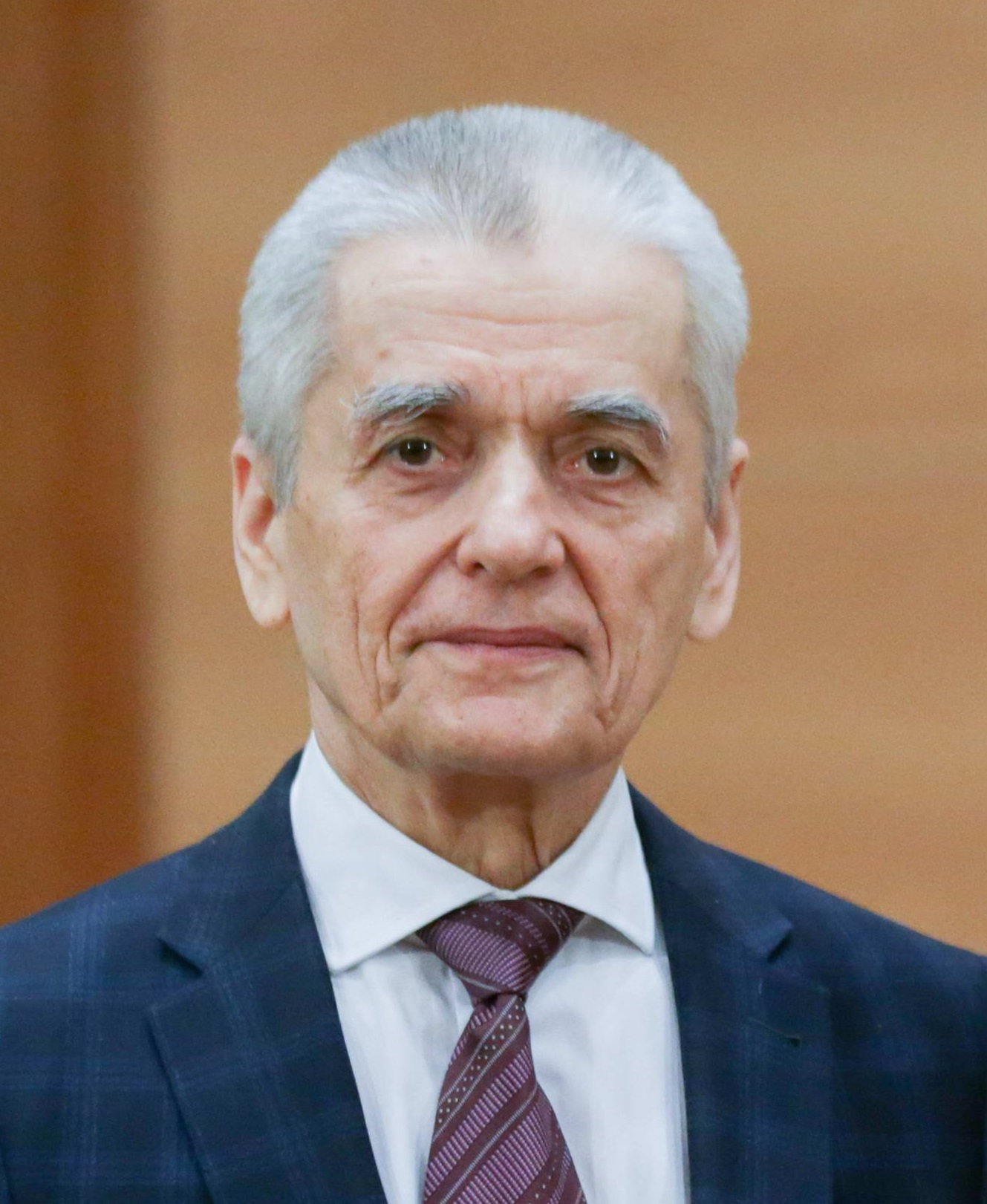
O Chefe do Serviço Sanitário Gennady Onishchenko aconselhou a Rússia a impor a proibição da importação de produtos lácteos bielorrussos

Em 29 de maio de 2009, o Primeiro-Ministro russo Vladimir Putin visitou a capital da Bielorrússia, Minsk, e ofereceu os últimos 500 milhões de dólares de um empréstimo de 2,4 mil milhões de dólares, sob a condição de que o empréstimo fosse pago em rublos russos. Lukashenko afirmou que o empréstimo foi oferecido com a condição de que a Bielorrússia reconhecesse a Abecásia e a Ossétia do Sul como independentes. Oficiais russos negaram isso e congelaram o empréstimo, com o político russo Alexei Kudrin a expressar preocupação ao afirmar que a Bielorrússia não se poderia dar ao luxo de ser economicamente independente até o final do ano. Frustrada por depender economicamente da Rússia, a Bielorrússia recusou o empréstimo. Após o cancelamento do empréstimo russo, a Bielorrússia assegurou um empréstimo de 1 bilião de dólares do Fundo Monetário Internacional.
Durante a visita, a Rússia também procurou privatizar os principais produtores de laticínios bielorrussos. A Bielorrússia respondeu imediatamente iniciando negociações com a União Europeia para certificar os padrões de leite bielorrusso de acordo com as regulamentações da UE. A Rússia reagiu enviando inspetores de saúde liderados pelo Chefe do Serviço Sanitário, Gennady Onishchenko, que anteriormente era responsável por proibir itens alimentares de outros estados pós-soviéticos. Onishchenko afirmou que os produtos lácteos bielorrussos não possuíam certificação adequada e aconselhou a Rússia a proibir todas as importações relacionadas. A mídia russa começou a transmitir a alegação de que os produtos lácteos bielorrussos representavam um risco para a saúde.

### Proibição de produtos lácteos, boicote da CSTO e negociações
O The New York Times descreveu as preocupações de saúde da Rússia como "uma arma em disputas geopolíticas" que a Rússia frequentemente usa em disputas comerciais. Em 6 de junho de 2009, a Rússia proibiu cerca de 1 200 produtos lácteos da Bielorrússia. A proibição foi vista como prejudicial para a indústria de laticínios bielorrussa, da qual 95 por cento de suas exportações vão para a Rússia. No entanto, um oficial bielorrusso afirmou que era "difícil entender por que esses produtos foram proibidos de forma tão veemente e demonstrativa", já que que os produtos que foram proibidos não haviam sido, de qualquer forma, autorizados para exportação para a Rússia.. Oficiais russos negaram que a proibição fosse política. The New York Times, Politico, e The Sunday Times referiram-se ao conflito comercial como a "guerra do leite".
Lukashenko pediu aos seus conselheiros que elaborassem uma lista de ameaças económicas hipotéticas que a Rússia poderia impor à Bielorrússia. O Ministério das Relações Exteriores bielorrusso afirmou que a proibição configurava "restrições comerciais discriminatórias que violam acordos internacionais". O Ministério das Relações Exteriores também anunciou as intenções de Lukashenko de boicotar a cúpula da Organização do Tratado de Segurança Coletiva (CSTO) realizada em Moscovo onde se previa a assinatura de um acordo de segurança coletiva. A Rússia considerou a cúpula como crucial para contrariar a influência da NATO e do Ocidente nos estados pós-soviéticos. Lukashenko denunciou a assinatura, argumentando que qualquer acordo seria ilegítimo sem a participação de todos os Estados membros; Uzbequistão também estava ausente da cúpula.
As negociações começaram em 15 de junho de 2009. As alegadas preocupações de saúde sobre os produtos lácteos não foram abordadas durante as negociações. Em 17 de junho de 2009, a Rússia anunciou que a proibição de produtos lácteos bielorrussos seria suspensa no dia seguinte. Putin explicou que a justificação para a Guerra do Leite estava na quantidade de produtos lácteos importados, sem mencionar preocupações anteriores com a qualidade. O número de produtos lácteos bielorrussos com permissão para serem importados para a Rússia foi posteriormente duplicado. A Bielorrússia desmantelou postos alfandegários estabelecidos durante a Guerra do Leite e retirou trinta oficiais aduaneiros colocados na fronteira Bielorrússia-Rússia. Após o levantamento da proibição, Andrew Wilson do think-tank Conselho dos Negócios Estrangeiros (European Council on Foreign Relations) declarou Lukashenko como vencedor da Guerra do Leite, mas expressou preocupações quanto à sobrevivência a longo prazo da Bielorrússia. Vitali Silitski escreveu no Politico que a Rússia continuaria a tentar remover Lukashenko do cargo.

## Consequências

### Investigação bielorrussa em Abecásia e Ossétia do Sul
Em julho de 2009, o Ministério das Relações Exteriores da Bielorrússia emitiu um alerta de viagem afirmando que os cidadãos deveriam entrar na Abecásia e na Ossétia do Sul apenas através da Geórgia. Durante uma reunião em setembro de 2009, na Lituânia, Lukashenko afirmou que a Bielorrússia deveria ter reconhecido a Abecásia e a Ossétia do Sul como independentes há muito tempo para apoiar a Rússia. Lukashenko denunciou uma "caça às bruxas contra a Bielorrússia" devido ao cancelamento do empréstimo de $500 milhões e que "alguns na [liderança russa] nos queriam subjugar, ou não queriam que reconhecêssemos essas repúblicas de modo algum."
Em outubro de 2009, Lukashenko elogiou as relações da Bielorrússia com Abecásia e Ossétia do Sul, e afirmou que precisava de estudar a sua situação antes de decidir reconhecer a independência. O presidente da Câmara dos Representantes Vladimir Andreichenko anunciou que faria uma "avaliação objetiva" sobre Abecásia e Ossétia do Sul. Mais tarde no mesmo mês, Lukashenko expressou sua opinião de que a Rússia não tinha outra escolha senão reconhecer a independência de Abecásia e Ossétia do Sul em virtude "do seu direito à autodeterminação". Em novembro de 2009, a Bielorrússia enviou membros do parlamento para a Geórgia, Abecásia e Ossétia do Sul para realizar o estudo. A Geórgia reagiu, instando a Bielorrússia a não reconhecer as regiões disputadas como estados independentes.

### Desenvolvimentos pós-2009

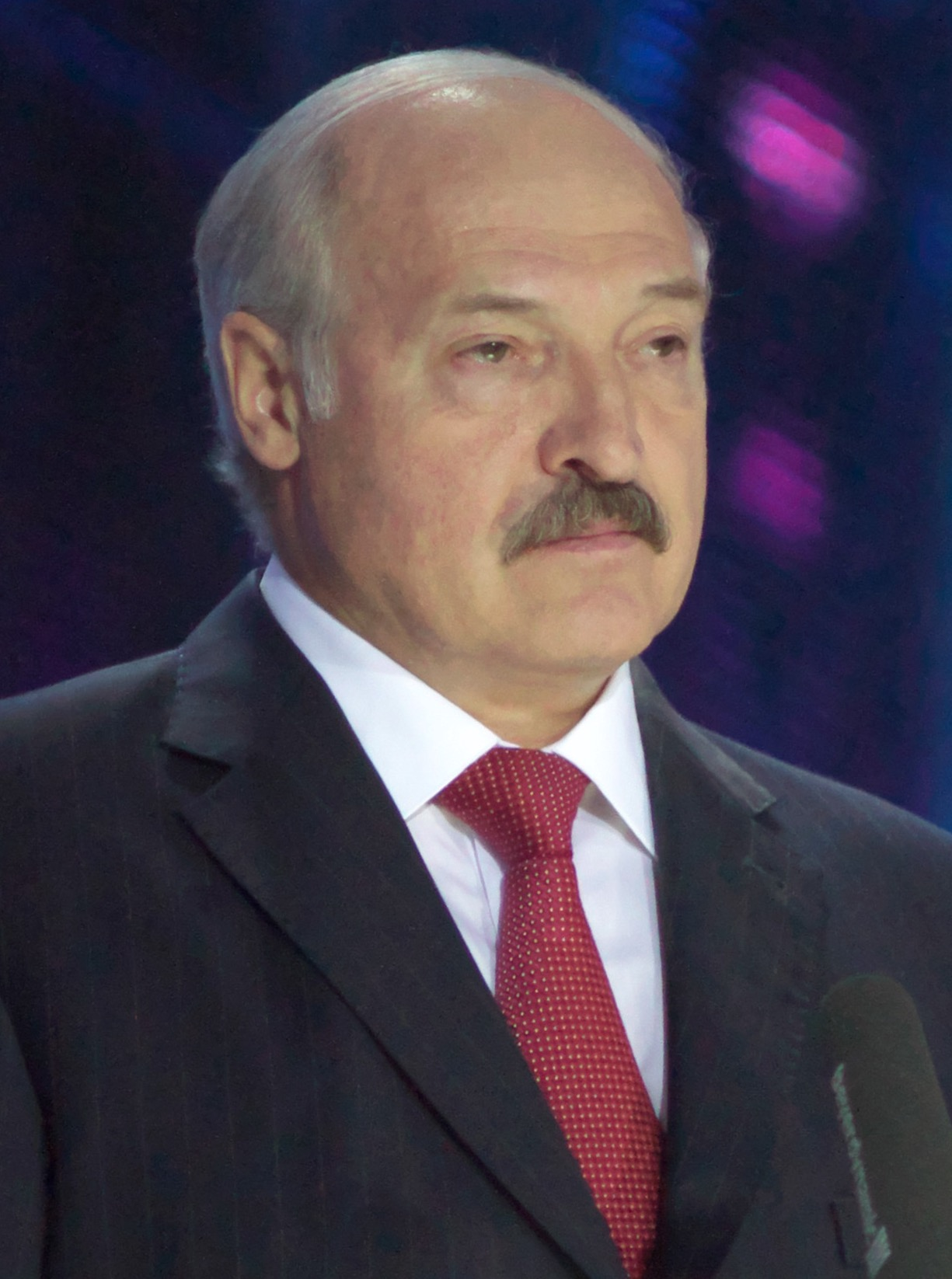
Em dezembro de 2010, cabos vazados indicaram que Alexander Lukashenko sentia que não recebeu crédito suficiente por não reconhecer a Abecásia e a Ossétia do Sul apesar da pressão russa

Em dezembro de 2010, o vazamento de telegramas diplomáticos dos Estados Unidos levavam a crer que Lukashenko teria reclamado que a UE não lhe tinha dado suficiente crédito por resistir à pressão russa para reconhecer a Abecásia e a Ossétia do Sul. Os telegramas também indicavam que Lukashenko expressara preocupações de que o aumento dos preços do gás russo obrigaria a Bielorrússia a reconhecer a Abecásia e a Ossétia do Sul. Em março de 2014, após a anexação russa da Crimeia da Ucrânia, Lukashenko equiparou a posição da Bielorrússia em relação ao reconhecimento do status disputado da Crimeia à sua posição em relação à Abecásia e à Ossétia do Sul. Lukashenko afirmou: "A Crimeia, assim como Ossétia, Abecásia e outras regiões, não é um estado independente. Hoje, a Crimeia é [de facto] parte da Federação Russa. Não importa se o reconhece ou não, o fato permanece." Em março de 2018, Paata Sheshelidze, presidente da New Economic School – Georgia, relatou que a Geórgia continuava a pagar à Bielorrússia pelo seu não-reconhecimento.

### Diplomacia do talão de cheque russo
Desde a Guerra do Leite, a Rússia tem praticado a "diplomacia do talão de cheques" e pagou a vários estados pelo seu reconhecimento da Abecásia e Ossétia do Sul. Em setembro de 2009, a Venezuela tornou-se o terceiro estado a reconhecer a Abecásia e Ossétia do Sul como independentes. Uma semana depois, a Rússia assinou "acordos econômicos e comerciais multibilionários" com a Venezuela, descritos pela Jamestown Foundation como uma "taxa de reconhecimento". Em dezembro de 2009, Nauru tornou-se o quarto estado a reconhecer a Abecásia e Ossétia do Sul como independentes, ao que a Geórgia apontou como resultado da troca de um investimento de $50 milhões por parte da Rússia. Em maio de 2011, Vanuatu reconheceu a Abecásia; o político vanuatense Joe Natuman afirmou que a Rússia teria concedido $50 milhões ao país pelo reconhecimento.
Em outubro de 2011, Tuvalu reconheceu a Abecásia e Ossétia do Sul, mas repudiou o reconhecimento em março de 2014, depois de a Geórgia oferecer, em contrapartida, $250000. Oliver Bullough, escrevendo para The New Republic, afirmou que a decisão de Tuvalu "poderia significar o fim de uma estratégia diplomática que custou milhões à Rússia." A Geórgia também forneceu Fiji com 200 computadores para manter o não-reconhecimento. Em maio de 2018, a Síria reconheceu a Abecásia e Ossétia do Sul; a Rússia tem fornecido à Síria apoio militar para lutar contra a sua guerra civil desde 2015.

### Disputas Comerciais Posteriores

#### Ameaça de 2013 e Proibição Temporária de 2017

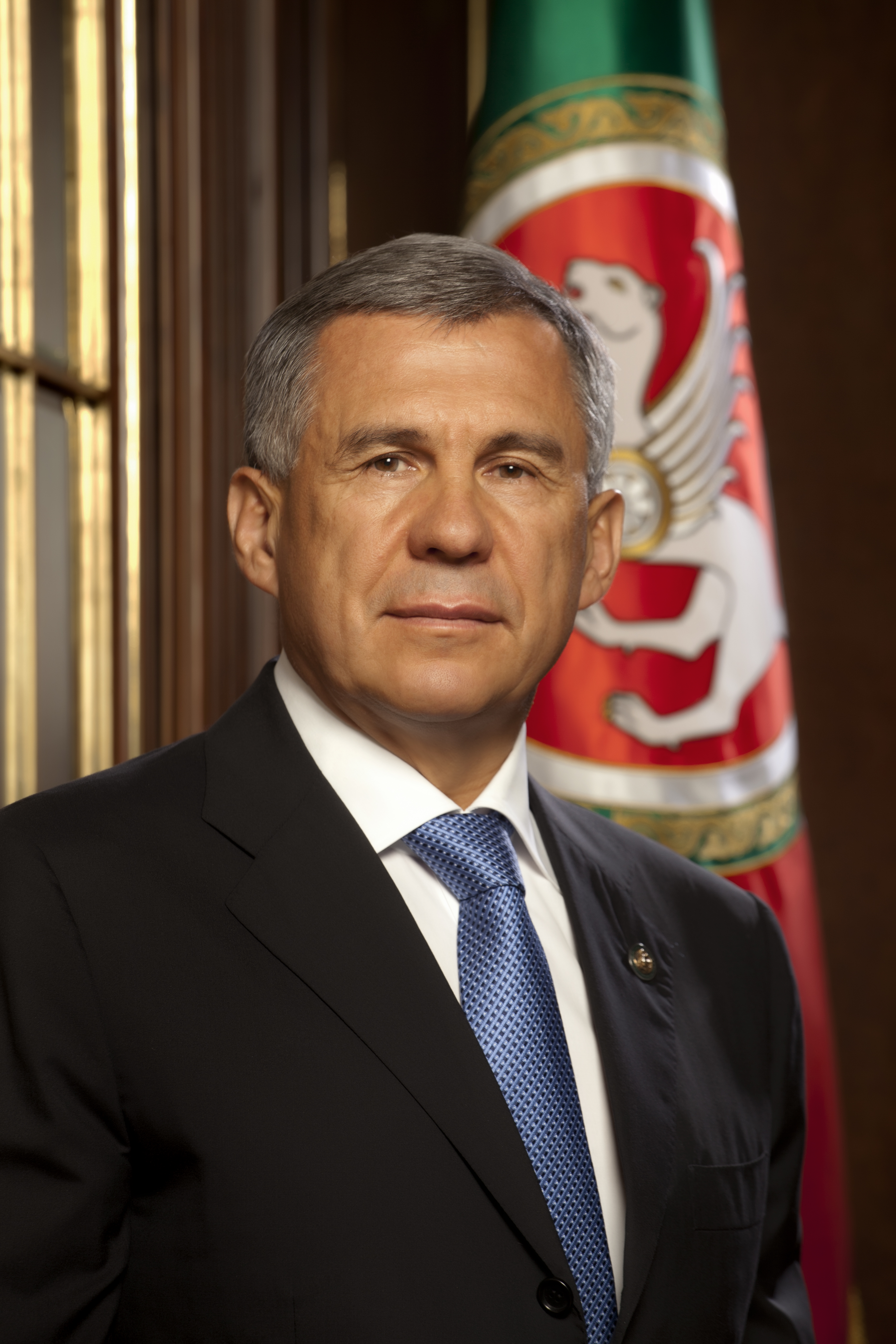
Em 2018, as preocupações de Rustam Minnikhanov com os agricultores de laticínios no Tatarstão coincidiram com outra proibição de produtos lácteos bielorrussos.

Em agosto de 2013, Vladislav Baumgertner, CEO do produtor russo de potassa Uralkali, foi detido em Minsk por envolvimento num suposto esquema criminal depois de a Bielorrússia o ter convidado para conversações. Em outubro de 2013, a Rússia proibiu as importações de laticínios da Lituânia, com Onishchenko a manifestar preocupação com a sua qualidade. A proibição foi vista como um esforço para exercer pressão política sobre a Lituânia, que na época detinha a Presidência do Conselho da União Europeia, por estar a planear sediar uma cúpula da UE para estreitamento de laços económicos a vários estados pós-soviéticos. Em dezembro de 2013, a Rússia anunciou a intenção de suspender a proibição depois da ameaça da Lituânia de que iria apresentar uma queixa à Organização Mundial do Comércio sobre uma "guerra do leite". Em janeiro de 2014, as restrições foram levantadas.
Em 2014, a UE e os EUA impuseram sanções à Rússia devido à anexação da Crimeia, na Ucrânia. A Rússia respondeu com a proibição da importação de certos alimentos de países ocidentais. A Rússia acusou a Bielorrússia de explorar a situação ao fabricar mercadorias de qualidade inferior para exportação para a Rússia, enquanto que os produtores bielorrussos afirmavam que a Rússia tinha criado, de forma intencional, barreiras comerciais. Em junho de 2017, a Rússia proibiu queijos produzidos pelas empresas bielorrussas Belsyr e Shchuchin Creamery, denunciando fraude devido a inconsistências de rotulagem. A Rússia levantou a proibição nesse mesmo mês. De 2016 a 2017, as exportações de produtos lácteos bielorrussos para a Rússia diminuíram 12,8%.

### Proibição de laticínios de 2018-2019
Não temos um embargo ao leite bielorrusso em si [...] Acredito que assim que as empresas [bielorrussas] resolverem o problema, as restrições serão imediatamente levantadas. E não haverá problema. É apenas uma questão de tempo.

Artyom Belov, Diretor Geral da União Nacional de Produtores de Laticínios
Em 16 de fevereiro de 2018, o Presidente do Tatarstão, Rustam Minnikhanov, encontrou-se com o Primeiro-Ministro Russo, Dmitry Medvedev, e expressou a sua preocupação de que os agricultores locais estavam a sofrer prejuízos porque a produção de laticínios tinha sido deslocada para mão de obra mais barata para o leite em pó na Bielorrússia. Em 20 de fevereiro, Medvedev fez um apelo público para que a Rússia priorizasse a sua indústria de laticínios doméstica, especificamente no Tatarstão, em vez de depender de outros membros da União Económica Eurasiática. Medvedev instruiu o Vice-Primeiro-Ministro, Arkady Dvorkovich, a elaborar uma proposta económica para a indústria de laticínios. Dois dias depois, a Rússia proibiu temporariamente alguns produtos lácteos bielorrussos, citando preocupações com a saúde. O deputado da Duma Estatal Ayrat Khairullin levantou suspeitas de que produtos lácteos bielorrussos que entraram na Rússia para entrega ao Cazaquistão e ao Quirguistão estavam a ser entregues ilegalmente a fábricas russas, citando irregularidades no transporte.
Em 1 de março de 2018, Lukashenko reconheceu a proibição. Em 24 de abril de 2018, Lukashenko proferiu seu Discurso sobre o Estado da Nação e criticou tanto as nações ocidentais quanto a Rússia por contribuírem para o isolamento da Bielorrússia. No discurso, Lukashenko denunciou "aquelas guerras do leite, carne e açúcar que nosso parceiro mais próximo lançou contra nós para bloquear os nossos produtos de entrar no mercado russo". Os preços do leite cru russo aumentaram durante o verão de 2018. Em maio de 2019, a proibição da importação de leite a granel da Bielorrússia para a Rússia foi levantada. No entanto, a proibição de alguns produtos lácteos bielorrussos permaneceu em vigor.